# 1946年バスケットボール男子欧州選手権
1946年バスケットボール欧州選手権（1946 European Basketball Championship）は、スイス・ジュネーヴで開催されたバスケットボール欧州選手権男子大会。通称「ユーロバスケット1946」。
1939年大会の後、第二次世界大戦のためしばらく開催されず、7年ぶりの開催となった。

## 最終結果
| 順位 | 国               |
| ---- | ---------------- |
| 1    | チェコスロバキア |
| 2    | イタリア         |
| 3    | ハンガリー       |
| 4    | フランス         |
| 5    | スイス           |
| 6    | オランダ         |
| 7    | ベルギー         |
| 8    | ルクセンブルク   |
| 9    | ポーランド       |
| 10   | イングランド     |